# Мопровский
Мопровский —хутор в Новоузенском районе Саратовской области в составе городского поселения Муниципальное образование город Новоузенск. 

## География
Находится на расстоянии примерно 13 километров по прямой на северо-восток от районного центра города Новоузенск.

## История
Официальная дата основания 1960 год.  Назван в честь организации МОПР.

## Население
Постоянное население составило 3 человек (67% казахи, 33% русские) в 2002 году, 2 в 2010.